# Marcin Kazanowski (1563–1636)
Marcin Kazanowski herbu Grzymała (ur. 1563 r., zm. 19 października 1636 r. w Kamieńcu) – hetman polny koronny (1633-1636), od 1633 r. wojewoda podolski, od 1622 r. kasztelan halicki. Starosta bohusławski od 1622 r., tłumacki od 1627 r., dźwinogrodzki od 1628 r., przedborski w 1634 r., starosta niżyński w 1634 r.
Brał udział w wojnach Rzeczypospolitej z Rosją, Szwecją, Turcją i Mołdawią.

## Rodzina
Syn Mikołaja Kazanowskiego (zm. 1569 r.) i Katarzyny Korycińskiej. W 1600 r. poślubił Katarzynę Starzycką, z którą miał trójkę dzieci: Dominika Aleksandra, wojewodę bracławskiego, Adama, oboźnego koronnego i Elżbietę – przyszłą żonę Mikołaja Potockiego „Niedźwiedziej Łapy”.

## Życiorys

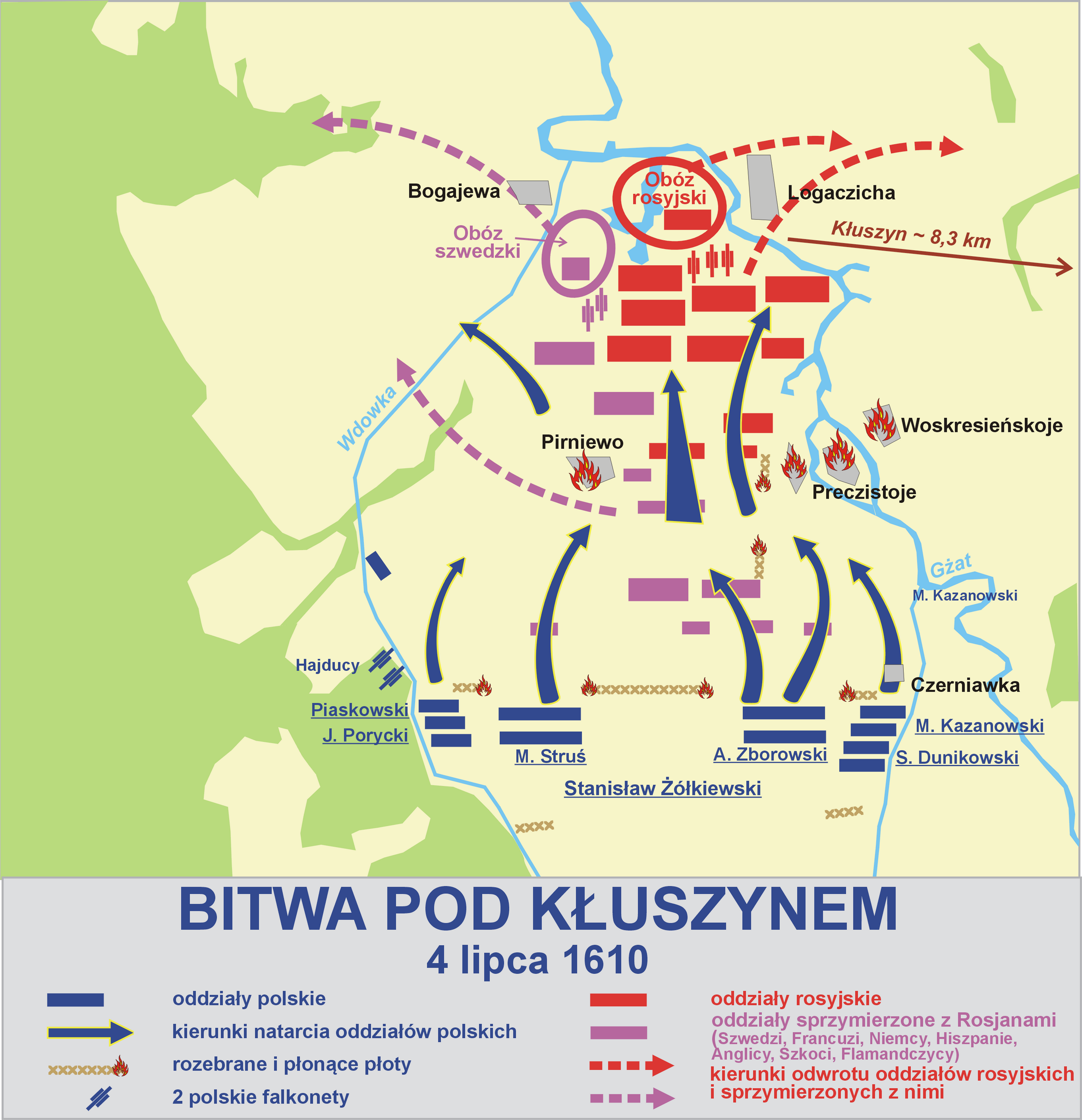
Plan bitwy pod Kłuszynem

W 1608 r. mianowany rotmistrzem królewskim. Podczas zwycięskiej bitwy St. Żółkiewskiego pod Kłuszynem dowodził swoim pułkiem. W czasie wyprawy Władysława IV na Moskwę w 1617 r. był mianowany regimentarzem (doszło wówczas do spięć między ambitnym Kazanowskim a hetmanem wielkim litewskim Janem Karolem Chodkiewiczem, który nawet cisnął w niego przy wojsku buzdyganem). Wiosną 1618 r. na czele 6 tys. Polaków zdobył Starodub. W 1620 r. umacniał polski obóz w bitwie pod Cecorą, dostał się do niewoli, ale przebrany za zwykłego żołnierza za mały okup odzyskał wolność. W 1628 r. został pułkownikiem królewskim. W 1629 r. brał udział w bitwie o Górzno przeciwko Szwedom, jako dowodzący oficer hetmana Stanisława Koniecpolskiego.
Mianowany wojewodą podolskim w 1632 r. Był elektorem Władysława IV Wazy z województwa podolskiego w 1632 r. Rok później już jako hetman polny koronny wyruszył na wyprawę smoleńską. W 1634 r. wyznaczony na sejmie komisarzem z Senatu do zapłaty wojsku. Był komisarzem królewskim podpisującym pokój w Polanowie  z Carstwem Rosyjskim. Odkryta Legenda Madonny Bołszowieckiej głosi, że podczas jednej z wypraw w obronie Rzeczypospolitej przeciwko Tatarom hetman Kazanowski odkrył ikonę Błogosławionej Dziewicy. Zostało to przez jego wojska odczytane jako cud i podniosło ich morale, prowadząc do zwycięstwa nad Tatarami.
Razem z żoną został pochowany w kościele karmelitów w Bołszowcach, który ufundował. Szczątki hetmana Kazanowskiego odnaleźli archeolodzy z Wrocławia podczas prowadzenia prac zabezpieczających kościół w 2006 r.